# Киселёво (Марий Эл)
 Киселёво  — деревня в Мари-Турекском районе Республики Марий Эл. Входит в состав Карлыганского сельского поселения.

## География
Находится в восточной части республики Марий Эл на расстоянии приблизительно 35 км по прямой на юго-восток от районного центра поселка Мари-Турек.

## История
Основана удмуртами. Число жителей деревни было 371 в 1923 году и 333 в 1933 году. В 1944 году в деревне было 70 дворов, 283 жителя, в 1946 272 жителя. В 1970 году в деревне проживали 392 человека, в 1979 году — 295 человек. В 2000 году в деревне насчитывалось 66 домов. В советское время работали колхозы «Горд Кизили», «Коммунар», совхозы имени Кирова и «Восход».

## Население
Население составляло 255 человек (удмурты 90 %) в 2002 году, 210 в 2010.